# Andrea Giordana
Andrea Giordana (Roma, 27 de março de 1946) e um ator e cantor italiano.
Filho da atriz Marina Berti com o diretor Claudio Gora, iniciou sua carreira com apenas 11 anos, em 1957, nas filmagens do épico Herod the Great. Na década de 1960, participou de várias peças de teatro e em papeis marcantes no cinema e em telefilmes, como Grand Canyon Massacre, The Count of Monte Cristo, El Desperado, entre outros.
Em 1966, iniciou a carreira de cantor e em 1967, gravou o disco Dies irae/Sempre più solo. Sua discografia conta ainda com os LP´s: L'estasi/Universo, de 1968 e Le farfalle sono libere/Ti prego...non scherzare con me, de 1971, além de Andrea Giordana, Various - Amore Parole E Musica, de 1977. Em 1983, participou do Festival di Sanremo.
Entre 1966 e 1973, realizou inúmeros trabalhos em fotonovelas.
Atuando no teatro, cinema e televisão, Giordana é detentor de dois "Telegatti" (Gran Premio Internazionale dello Spettacolo, prêmio italiano para atuações no cinema, teatro e televisão), um "Premio Flaiano" (prêmio do cinema italiano, entregue no Flaiano Film Festival) e um "Maschera d'Oro" (prêmio do teatro italiano).
Seus trabalhos mais recentes são em séries de televisão, como Rosso San Valentino (2013), L'isola, (2013) e Maria di Nazaret (2012).